# Gmina Wysoka
Wysoka je městská gmina v okrese Piła v severní části Velkopolském vojvodství ve střední části Polska. Sídlem gminy je město Wysoka. Geograficky patří do oblasti Pojezierze Krajeńskie, které bylo formováno ledovcem v době ledové.

## Historie
První písemná zmínka pochází z roku 1260 roku pod názvem vesnice Visoka. Město vzniklo až v roce 1521. Až do roku 1772 patřila Wysoka do historického útvaru Kališského vojvodství. 
Po Prvním dělení Polska v roce 1772 se Wysoka a její okolí ocitly v Prusku.
V letech 1919–1975 patřila gmina do okresu (Powiat wyrzyski).
V letech 1975 až 1998 se gmina nacházela v dnes již zaniklém Piłském vojvodství.
Od roku 1999 patří gmina do okresu Piła a Velkopolského vojvodství.

## Členění gminy
Gmina je členěna a spravována v následujících solectvích Bądecz, Czajcze, Jeziorki Kosztowskie, Kijaszkowo, Młotkowo, Mościska, Rudna, Stare, Tłukomy, Wysoczka, Wysoka Mała a město Wysoka.

## Sousední gminy
Sousední gminy jsou gmina Białośliwie, gmina Kaczory, gmina Krajenka, gmina Łobżenica, gmina Miasteczko Krajeńskie, gmina Wyrzysk a gmina Złotów.

## Galerie

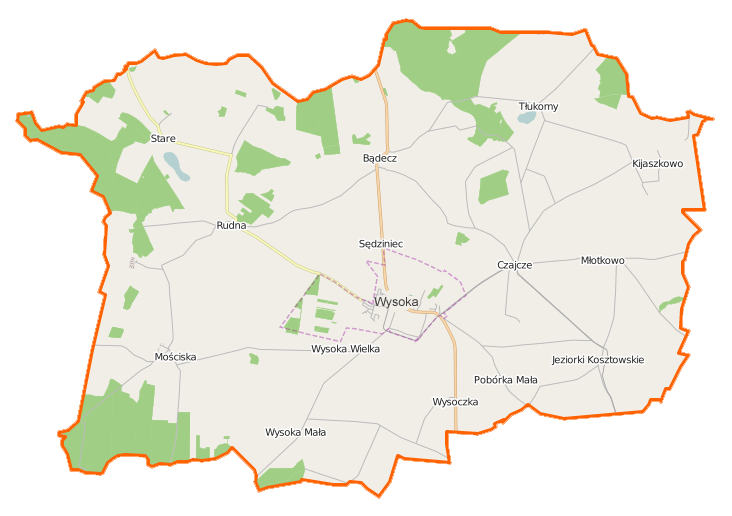
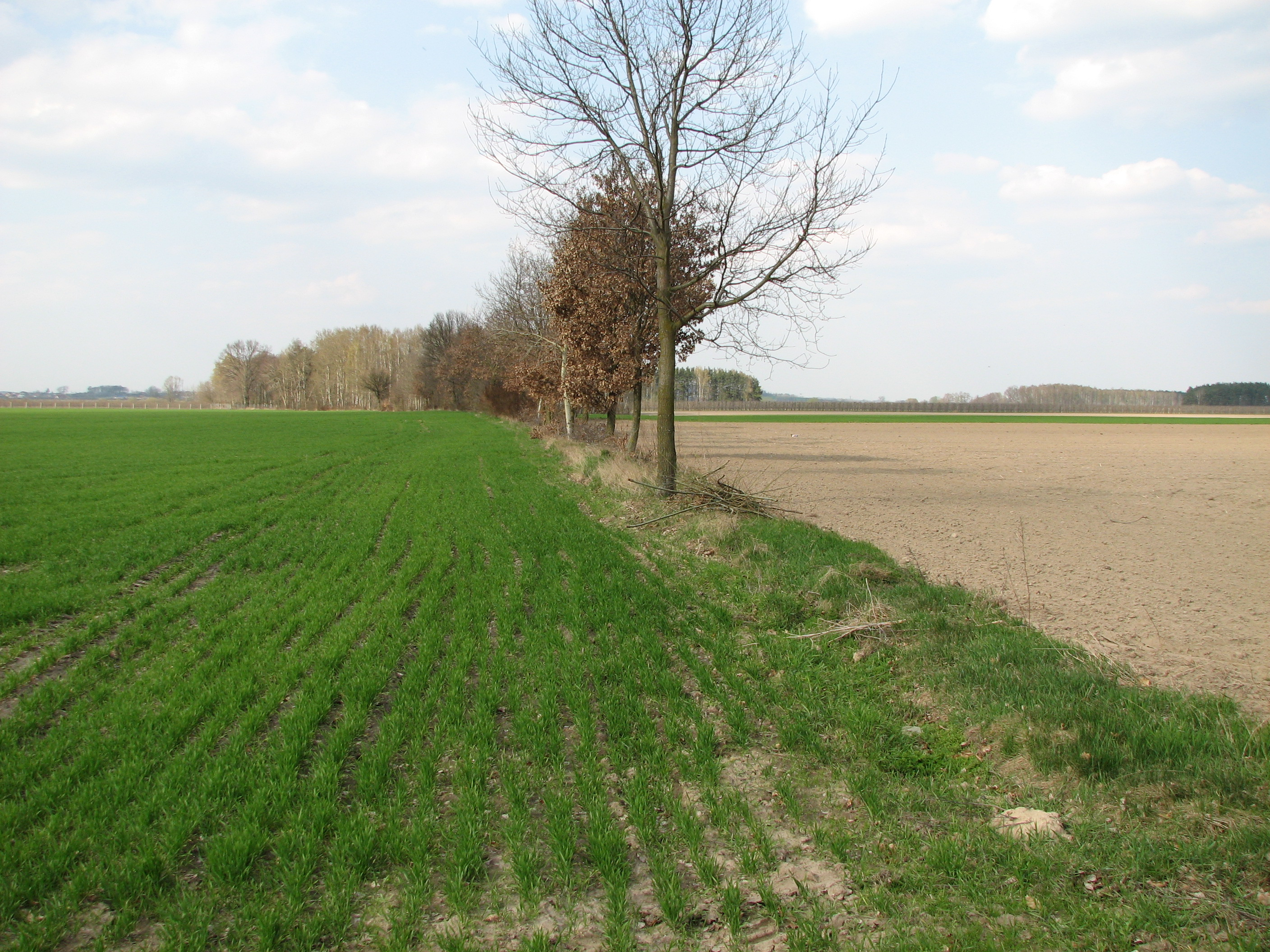
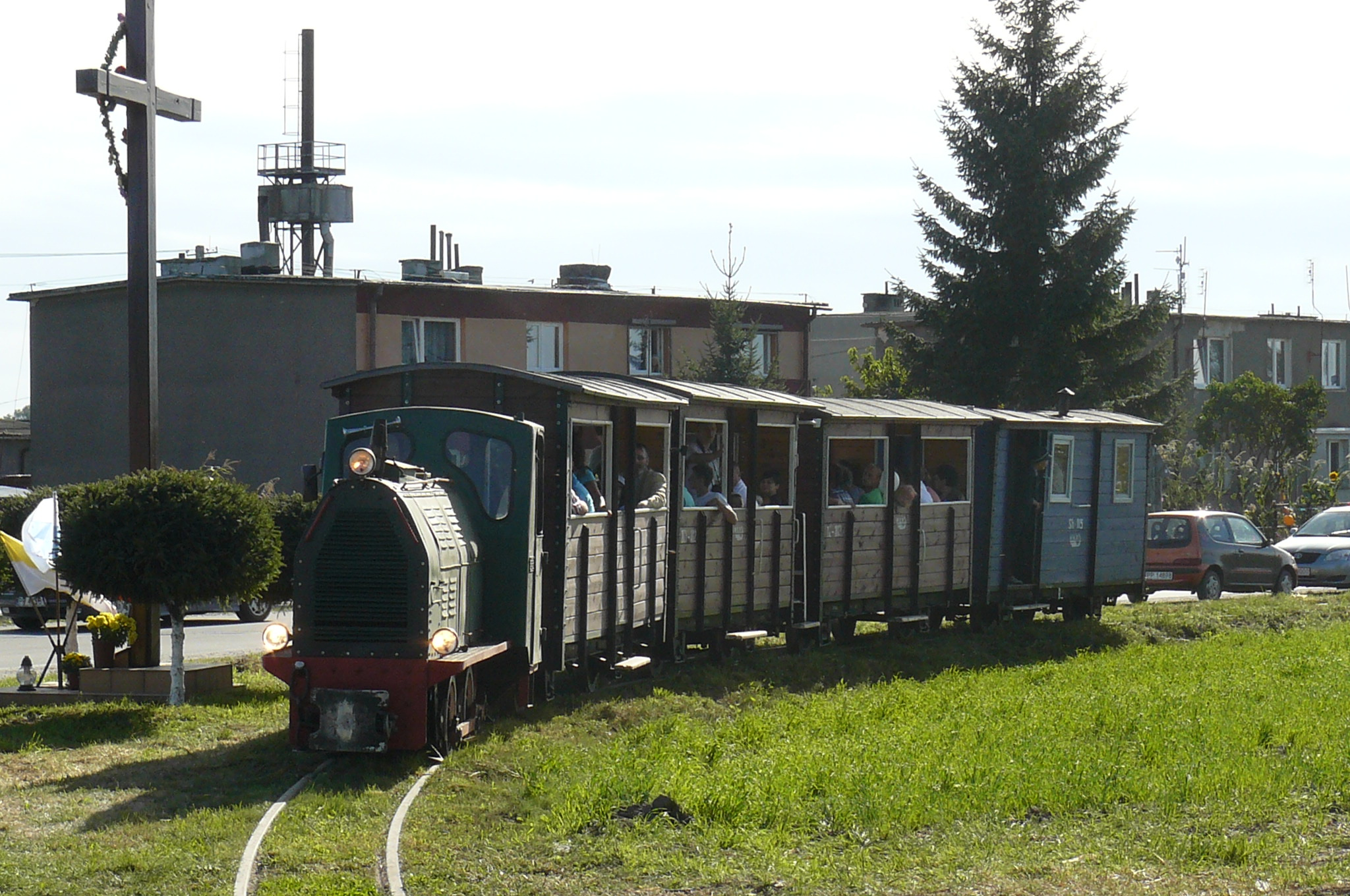
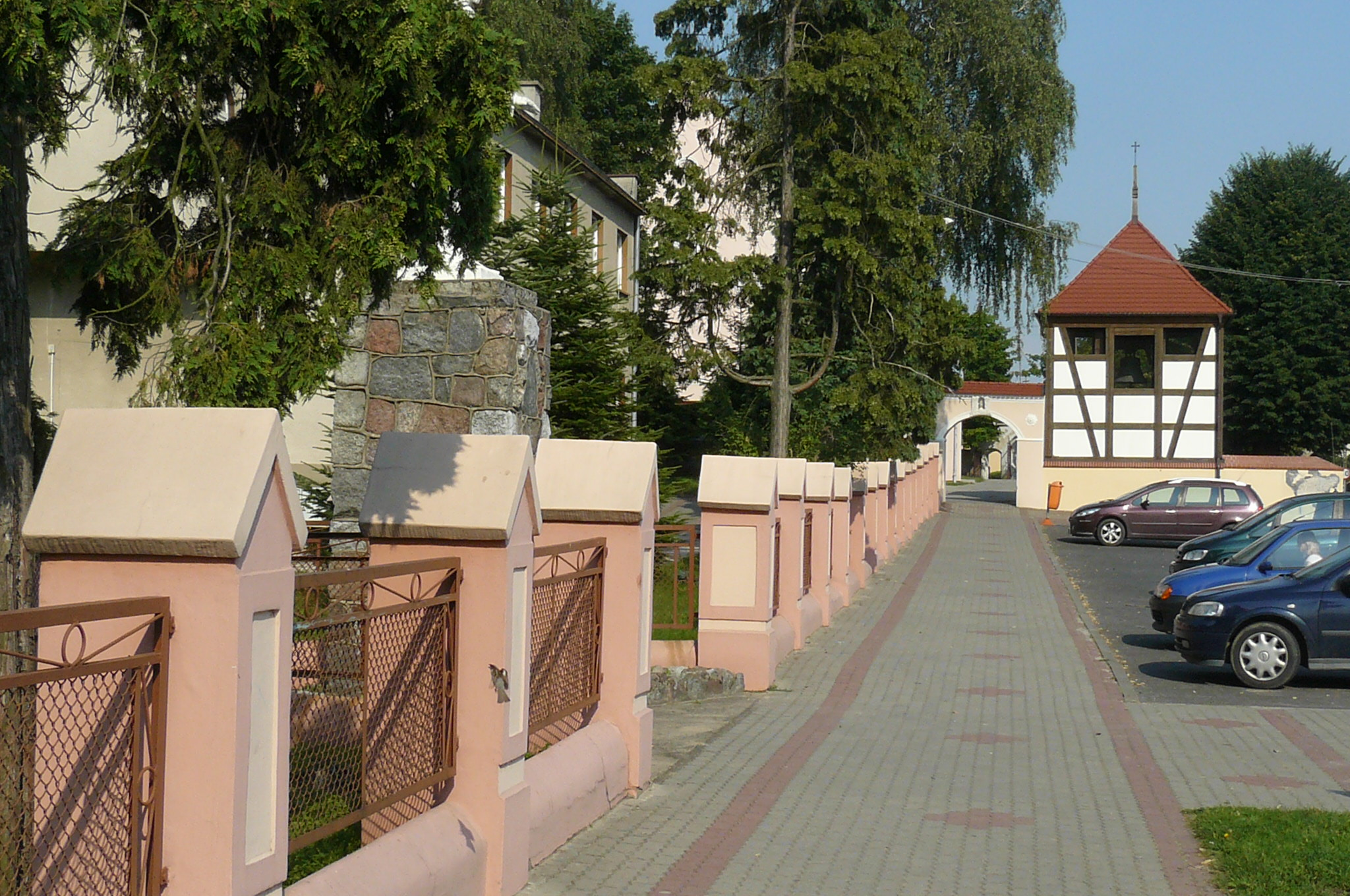
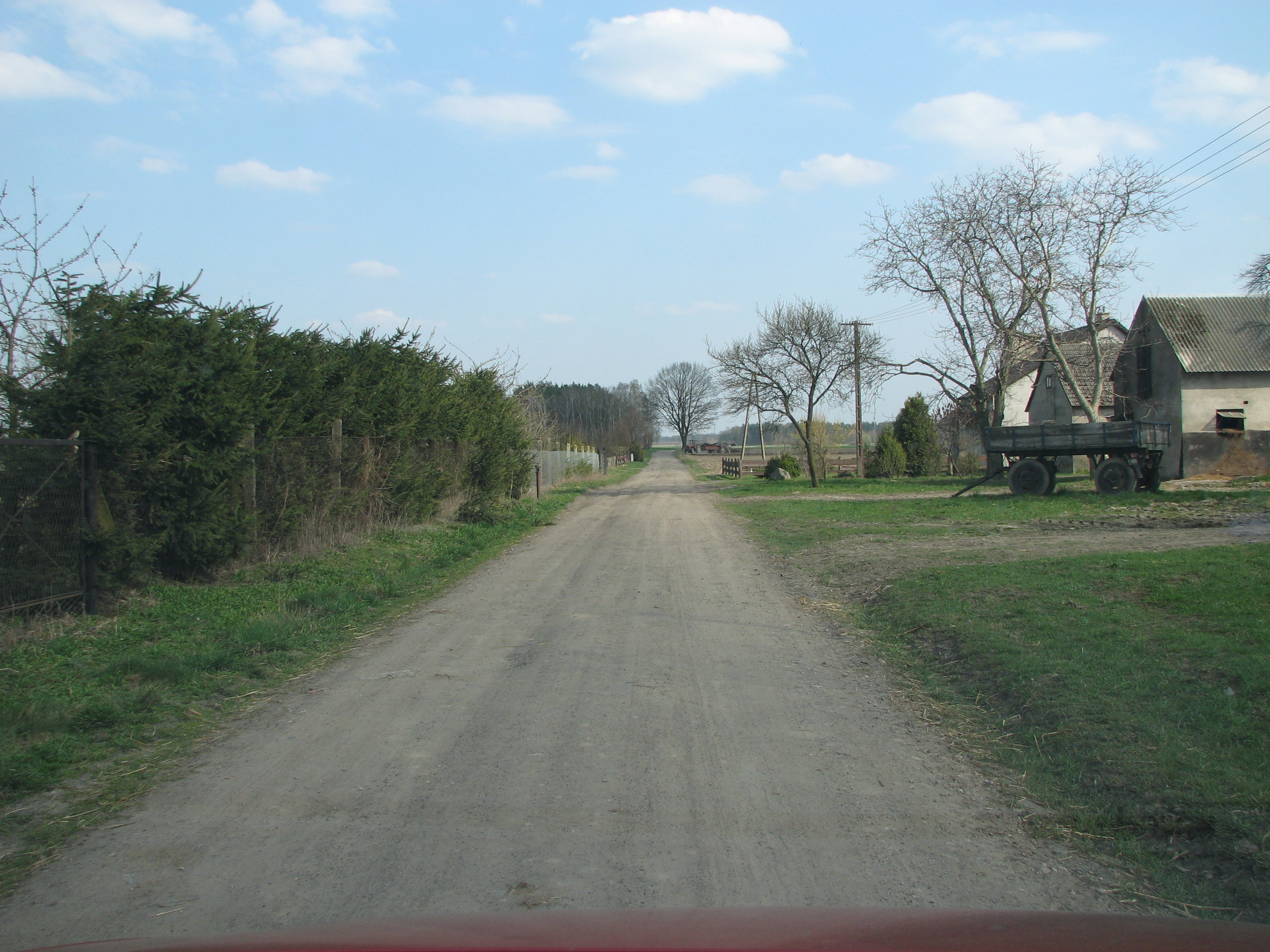